# Heiteres Herbarium
Heiteres Herbarium - Blumen und Verse ist ein 1950 erstmals im Salzburger Otto-Müller-Verlag erschienener Gedichtband von Karl Heinrich Waggerl, der für das Genre Lyrik überaus erfolgreich war.
Waggerl reimte in dem Band Verse und kleinere Gedichte zu Aquarellen verschiedener Blumenarten.  
Nachdem der Band Ende der 1950er Jahre über 200.000 Mal aufgelegt worden war, galt er bereits nach Einschätzung vieler als einer der meistverkauften Lyrikbände deutscher Sprache überhaupt. 1981 überschritt das Werk, das Waggerl selbst illustriert hatte, sogar die Auflage von einer halben Million. Inzwischen dürften sich die Blumen und Verse weit über 600.000 Mal verkauft haben.
Der Komponist Franz Salmhofer vertonte den Band bald nach seinem Erscheinen. Auf Schallplatten wurde das Werk dann Ende der 1950er Jahre von dem bekannten Opernsänger Julius Patzak interpretiert.
Als zweiter Komponist ist Erich Robert Sorge zu nennen, der die Gedichte 1955 als Chorsätze vertonte. Der Verlag Heinrichshofen hat die Sätze veröffentlicht, der WDR hat sie in den 1960er Jahren aufgezeichnet und gesendet.
Eine weitere Vertonung erfolgte 1959 von Leopold Katt. Es existiert ein Notenheft für vierstimmigen Chor (SATB) aus dem Verlag Möseler Wolfenbüttel mit den Teilen "Krokus, Tausendguldenkraut, Schlüsselblume, Klappertopf, Noli me tangere, Zittergras, Taubnessel und Steinbrech".